# Nordeste de Estados Unidos
El Nordeste de Estados Unidos es una región situada en el nordeste de los Estados Unidos. Según la definición de la Oficina del Censo, abarca los estados  de Connecticut, Delaware, Maine, Maryland, Massachusetts, Nueva York, Nueva Jersey, Nuevo Hampshire, Pensilvania, Rhode Island, Vermont y el Distrito de Columbia.
En algunas fuentes se incluyen también Virginia y Virginia Occidental.
Una estimación del censo de 2006 indica que la población de la región (según la definición de la Oficina del Censo de los EE. UU.) es de 54.741.353 de personas; El Nordeste limita al norte con Canadá, al oeste por el medioeste, en el sur con el sureste, y al este con el océano Atlántico. Su mayor ciudad, la ciudad de Nueva York, es también la ciudad más grande y con el área metropolitana más grande de los Estados Unidos. El Nordeste es la región más rica de los Estados Unidos de América. 
Estado de Nueva York por sí solo representa casi el 8% del producto interno de EE. UU. a partir de 2005.

## Ciudades de la región
Ciudades más grandes en la región:

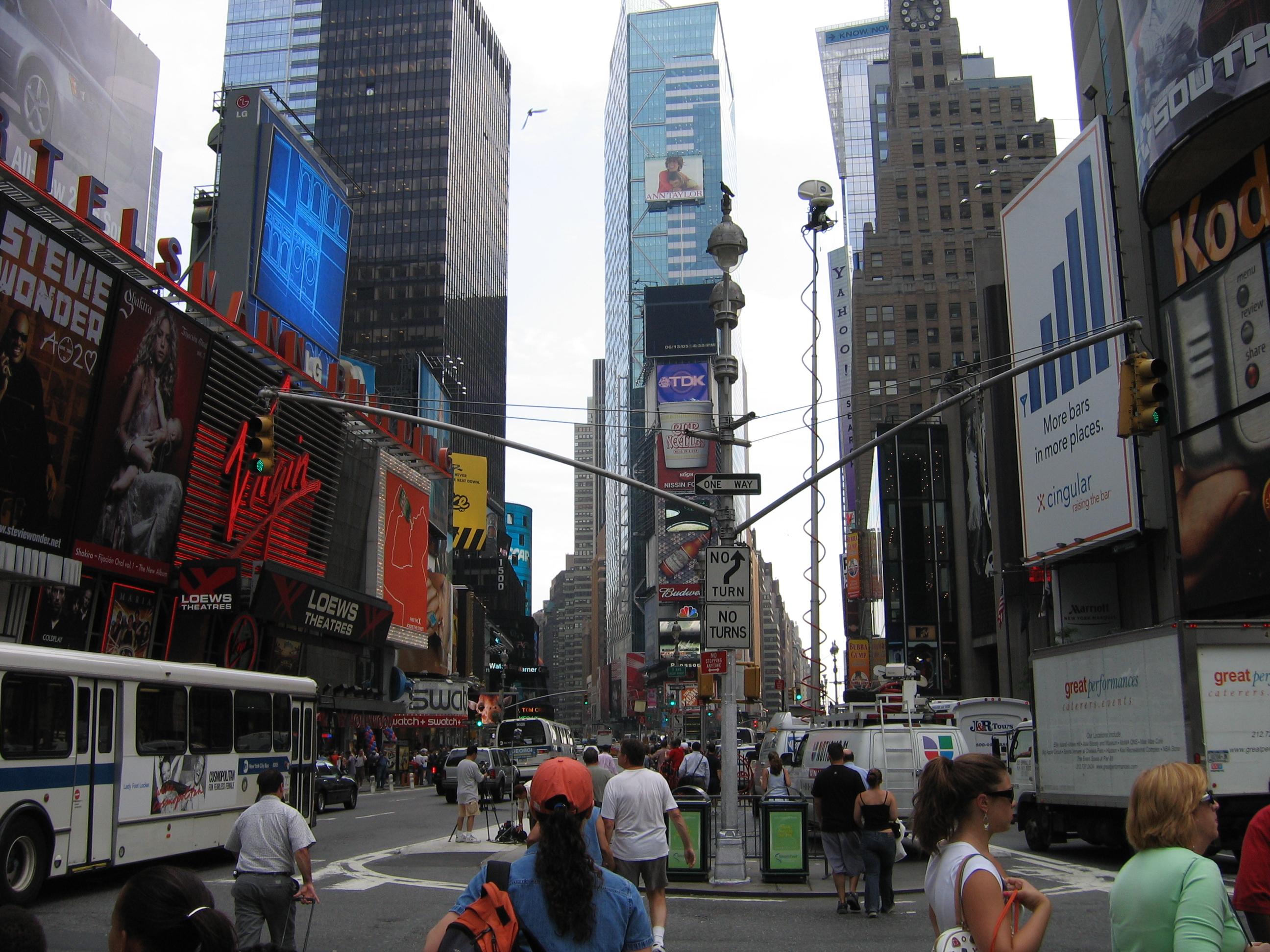
Nueva York, NY
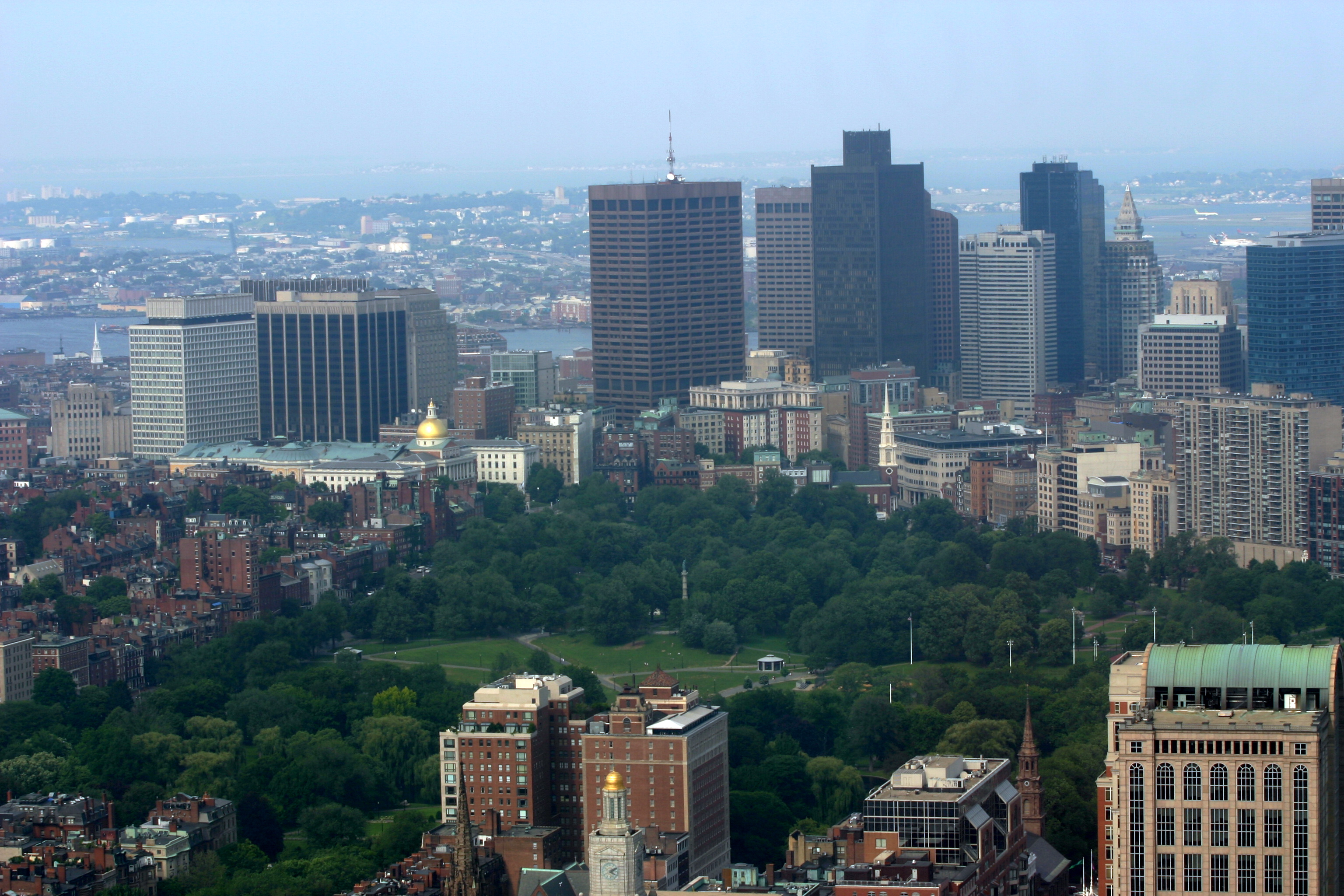
Boston, Massachusetts
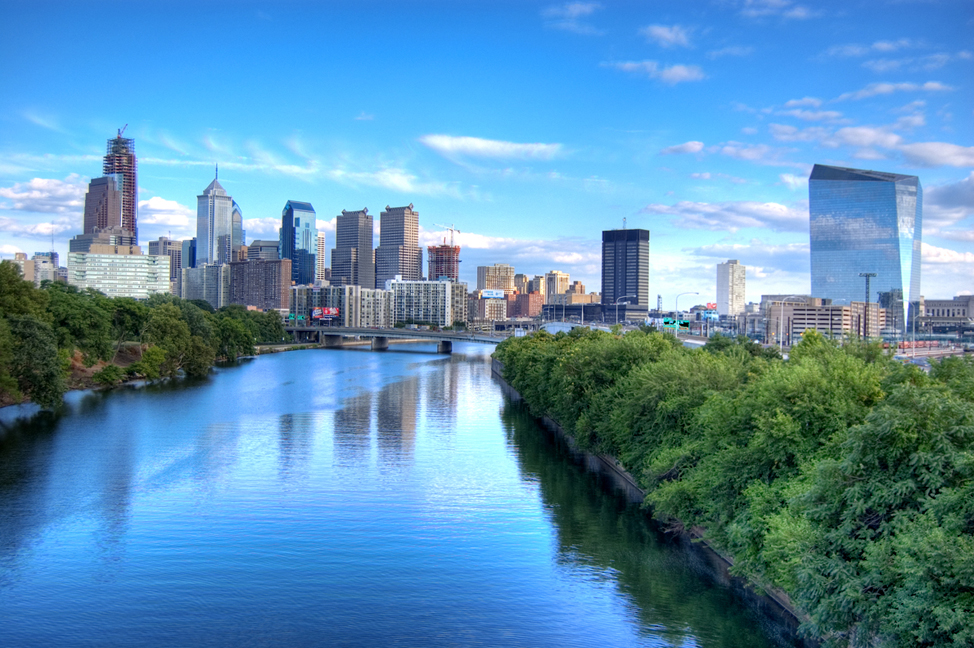
Filadelfia, Pensilvania
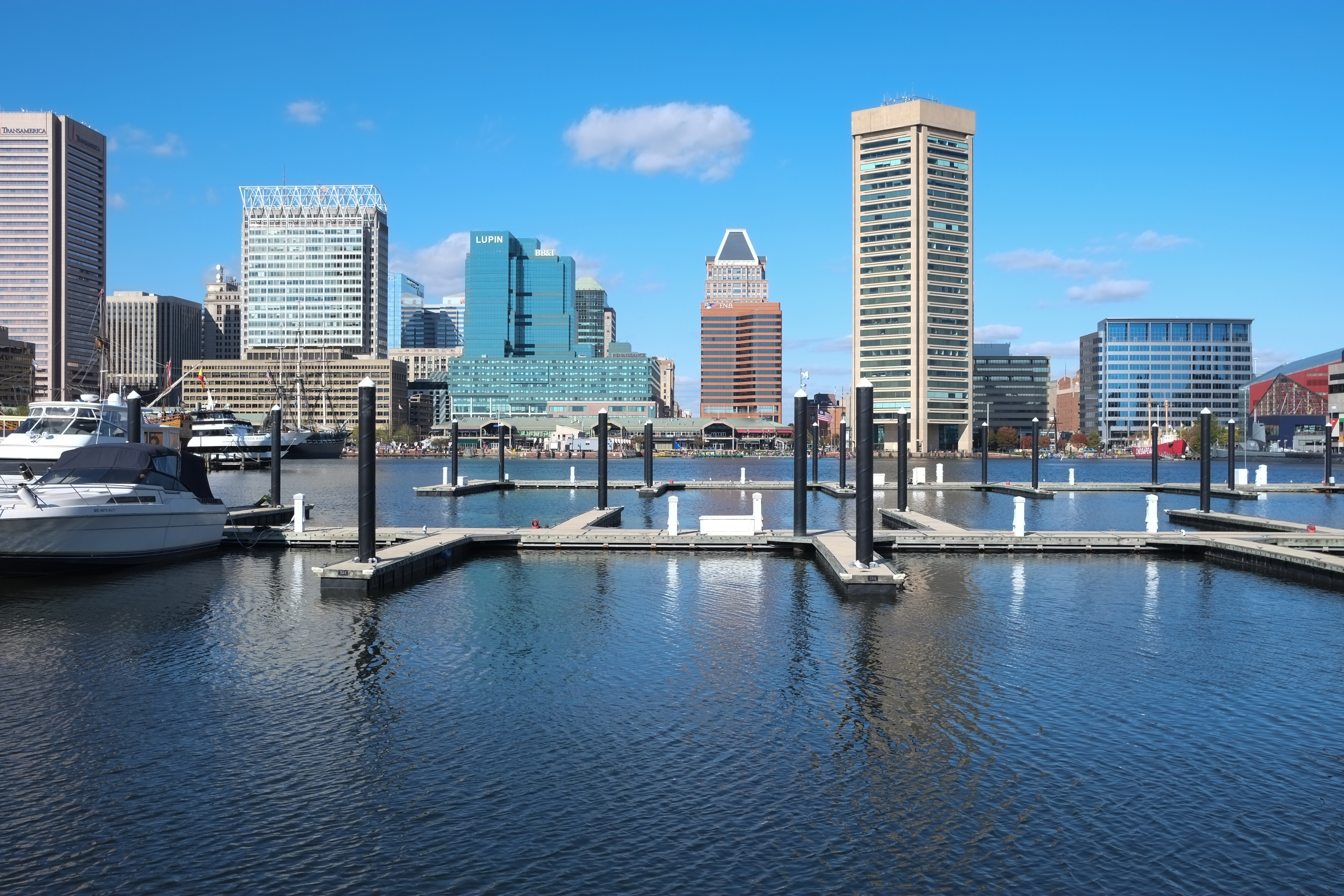
Baltimore, Maryland
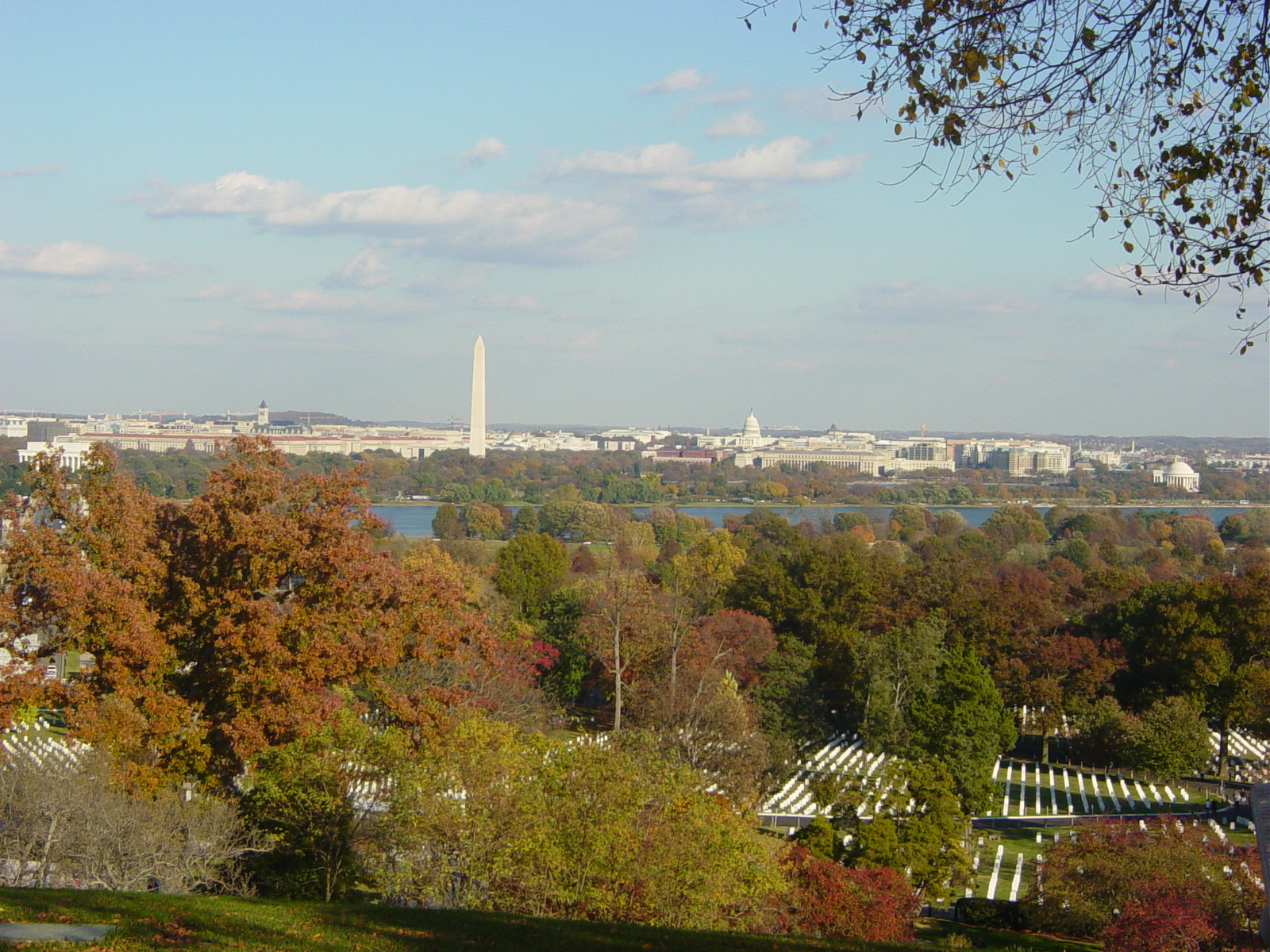
Washington D.C.
Pittsburgh